# Estadio Bachiller Julio Hernández Molina
El Bachiller Julio Hernández Molina es un estadio de Béisbol ubicado en los llanos venezolanos, en el Estado Portuguesa más específicamente en el eje urbano de Acarigua-Araure, fue la sede del equipo de béisbol profesional Pastora de los Llanos hasta la temporada 2006-2007 pero lo recuperó ahora es un equipo local de la segunda división del béisbol venezolano, con una capacidad aproximada de 12 mil espectadores, y lleva ese nombre en honor a un destacado deportista venezolano, posee instalaciones para la transmisión por televisión y radio, sus dimensiones: Left Field 333 Pies; Center Field 383 Pies; Right Field 333 Pies, fue inaugurado en septiembre de 1967.
Es bueno acotar que este estadio también ha sido sede de los equipos Llaneros de Acarigua (1968-1969) y Llaneros de Portuguesa (1975-1976).